# Aker Peaks
Aker Peaks är en bergstopp i Antarktis. Den ligger i Östantarktis. Australien gör anspråk på området. Toppen på Aker Peaks är 1 800 meter över havet.
Terrängen runt Aker Peaks är huvudsakligen platt, men söderut är den kuperad. Aker Peaks är den högsta punkten i trakten. Trakten är obefolkad. Det finns inga samhällen i närheten. 